# Vadsø flygplats
Vadsø flygplats (norska: Vadsø lufthavn) är en regional flygplats belägen 3,7 kilometer öster om staden Vadsø i Finnmark fylke i nordligaste Norge. Flygplatsen öppnades 1974 men den nuvarande terminalen byggdes 1988. 

## Faciliteter
Det finns parkering och biluthyrning på flygplatsen. Taxiservice finns också tillgängligt. Inga flygbussar eller serviceutbud finns.  

## Destinationer

### Inrikes
| Flygbolag | Destinationer                                                                                          |
| --------- | --- |
| Widerøe   | Alta, Berlevåg, Båtsfjord, Hammerfest, Hasvik, Honningsvåg, Kirkenes, Mehamn, Sørkjosen, Tromsø, Vardø |